# Armin Schwarz
Armin Schwarz (Neustadt an der Aisch, 16 luglio 1963) è un ex pilota di rally tedesco.

## Biografia
Armin Schwarz era un pilota dalla guida spettacolare, che spingeva sempre al massimo. Questa sua caratteristica lo portava ad essere apprezzato dagli appassionati di questo sport anche se la sua guida lo portava a commettere qualche errore di troppo.
Dopo aver impressionato come pilota privato alla fine degli anni'80, nel 1990 Armin Schwarz è ingaggiato dal team Toyota come giovane promessa tedesca. Dopo la prima stagione di esperienza, il 1991 sarà la miglior stagione della carriera del pilota tedesco (terminata al sesto posto in classifica generale), che per la prima volta in Portogallo si porta in testa ad un rally, vincendo poi quello in Catalogna, dove riesce a regolare la Delta di Kankkunen, nonostante due cappottamenti. Il pilota viene così confermato anche per la stagione successiva dove però, riesce ad andare in testa ad un rally solo a Montecarlo, finendo poi fuoristrada ritirandosi.
I risultati deludenti di quella stagione, che faranno perdere alla Toyota il Mondiale Costruttori, nonostante la vittoria del Mondiale Piloti da parte di Carlos Sainz, inducono il team di Ove Andersson a lasciarlo partire con destinazione Mitsubishi per il 1993.
Con il nuovo team Armin ottiene qualche buon piazzamento e ritorna alla Toyota (vincitrice degli ultimi due mondiali costruttori) nel 1995 dove, nonostante la concorrenza nel team con due campioni del Mondo come Auriol e Kankkunen riesce ad ottenere ancora qualche piazzamento di rilievo.
Nel 1996 vince con la Toyota il campionato europeo e l'ultima gara del mondiale in Gran Bretagna, valida però solo per il campionato due litri e quindi non valida come successo iridato.
Nel 1997, visti i risultati positivi, viene ingaggiato dalla Ford che ha grandi ambizioni iridate, dove viene però licenziato a metà campionato.
Armin diventa così pilota ufficiale Škoda nel mondiale WRC a due riprese, dal 1999 al 2001 con la Škoda Octavia WRC e dal 2004 al 2005 con la Škoda Fabia WRC. con una parentesi in Hyundai.

## Palmarès

### Campionato del mondo
Vittorie
| Anno | Rally              | Navigatore | Vettura               | Pos. |
| ---- | ------------------ | ---------- | --------------------- | ---- |
| 1991 | Rally di Catalogna | Arne Hertz | Toyota Celica GT-Four | 1º   |

## Risultati nel WRC
| 1988 | Scuderia           | Vettura          |  |  |  |  |  |  |  |  |  |  |  |  |   |  |  |  | Punti | Pos. |
| ---- | ------------------ | ---------------- |  |  |  |  |  |  |  |  |  |  |  |  | - |  |  |  | ----- | ---- |
| 1988 | Schmidt Motorsport | Audi 200 Quattro |  |  |  |  |  |  |  |  |  |  |  |  | 5 |  |  |  | 8     | 37º  |

| 1989 | Scuderia           | Vettura          |  |  |  |  |  |   |  |  |   |  |     |  |     |  |  |  | Punti | Pos. |
| ---- | ------------------ | ---------------- |  |  |  |  |  | - |  |  | - |  | --- |  | --- |  |  |  | ----- | ---- |
| 1989 | Schmidt Motorsport | Audi 200 Quattro |  |  |  |  |  | 8 |  |  | 7 |  | Rit |  | Rit |  |  |  | 7     | 41º  |

| 1990 | Scuderia           | Vettura                    |   |     |  |     |  |  |  |  |  |     |  |   |  |  |  |  | Punti | Pos. |
| ---- | ------------------ | -------------------------- | - | --- |  | --- |  |  |  |  |  | --- |  | - |  |  |  |  | ----- | ---- |
| 1990 | Toyota Team Europe | Toyota Celica GT-4 (ST165) | 5 | Rit |  | Rit |  |  |  |  |  | Rit |  | 7 |  |  |  |  | 12    | 19º  |

| 1991 | Scuderia           | Vettura                    |   |  |     |  |     |   |  |  |   |   |   |  |   |  |  |  | Punti | Pos. |
| ---- | ------------------ | -------------------------- | - |  | --- |  | --- | - |  |  | - | - | - |  | - |  |  |  | ----- | ---- |
| 1991 | Toyota Team Europe | Toyota Celica GT-4 (ST165) | 4 |  | Rit |  | Rit | 5 |  |  | 9 | 3 | 8 |  | 1 |  |  |  | 55    | 6º   |

| 1992 | Scuderia           | Vettura                         |     |  |     |  |   |     |  |  |  |  |  |  |   |  |  |  | Punti | Pos. |
| ---- | ------------------ | ------------------------------- | --- |  | --- |  | - | --- |  |  |  |  |  |  | - |  |  |  | ----- | ---- |
| 1992 | Toyota Team Europe | Toyota Celica Turbo 4WD (ST185) | Rit |  | Rit |  | 5 | Rit |  |  |  |  |  |  | 5 |  |  |  | 16    | 19º  |

| 1993 | Scuderia            | Vettura                 |   |  |     |  |  |   |  |  |   |  |  |  |   |  |  |  | Punti | Pos. |
| ---- | ------------------- | ----------------------- | - |  | --- |  |  | - |  |  | - |  |  |  | - |  |  |  | ----- | ---- |
| 1993 | Mitsubishi Ralliart | Mitsubishi Lancer Evo I | 6 |  | Rit |  |  | 3 |  |  | 9 |  |  |  | 8 |  |  |  | 23    | 12º  |

| 1994 | Scuderia            | Vettura                                            |   |  |  |  |   |  |   |  |     |  |  |  |  |  |  |  | Punti | Pos. |
| ---- | ------------------- | -------------------------------------------------- | - |  |  |  | - |  | - |  | --- |  |  |  |  |  |  |  | ----- | ---- |
| 1994 | Mitsubishi Ralliart | Mitsubishi Lancer Evo I e Mitsubishi Lancer Evo II | 7 |  |  |  | 2 |  | 3 |  | Rit |  |  |  |  |  |  |  | 31    | 7º   |

| 1995 | Scuderia            | Vettura                       |     |   |   |     |   |   |     |  |  |  |  |  |  |  |  |  | Punti  | Pos. |
| ---- | ------------------- | ----------------------------- | --- | - | - | --- | - | - | --- |  |  |  |  |  |  |  |  |  | ------ | ---- |
| 1995 | Toyota Castrol Team | Toyota Celica GT-Four (ST205) | Rit | 9 | 4 | Rit | 4 | 5 | Rit |  |  |  |  |  |  |  |  |  | 30 (0) |      |

| 1997 | Scuderia            | Vettura         |   |   |   |   |     |   |  |  |  |  |  |  |  |  |  |  | Punti | Pos. |
| ---- | ------------------- | --------------- | - | - | - | - | --- | - |  |  |  |  |  |  |  |  |  |  | ----- | ---- |
| 1997 | Ford Motor Co. Ltd. | Ford Escort WRC | 4 | 6 | 4 | 3 | Rit | 9 |  |  |  |  |  |  |  |  |  |  | 11    | 8º   |

| 1998 | Scuderia               | Vettura         |  |  |  |  |  |  |  |  |  |  |  |  |   |  |  |  | Punti | Pos. |
| ---- | ---------------------- | --------------- |  |  |  |  |  |  |  |  |  |  |  |  | - |  |  |  | ----- | ---- |
| 1998 | R.E.D World Rally Team | Ford Escort WRC |  |  |  |  |  |  |  |  |  |  |  |  | 7 |  |  |  | 0     |      |

| 1999 | Scuderia         | Vettura           |     |  |  |     |     |  |  |    |  |     |  |     |  |     |  |  | Punti | Pos. |
| ---- | ---------------- | ----------------- | --- |  |  | --- | --- |  |  | -- |  | --- |  | --- |  | --- |  |  | ----- | ---- |
| 1999 | Škoda Motorsport | Škoda Octavia WRC | Rit |  |  | Rit | Rit |  |  | 12 |  | Rit |  | Rit |  | Rit |  |  | 0     |      |

| 2000 | Scuderia         | Vettura                                    |   |  |   |   |    |  |   |  |  |     |  |    |  |    |  |  | Punti | Pos. |
| ---- | ---------------- | ------------------------------------------ | - |  | - | - | -- |  | - |  |  | --- |  | -- |  | -- |  |  | ----- | ---- |
| 2000 | Škoda Motorsport | Škoda Octavia WRC e Škoda Octavia WRC Evo2 | 7 |  | 7 | 8 | 11 |  | 5 |  |  | Rit |  | 12 |  | 13 |  |  | 2     | 17º  |

| 2001 | Scuderia         | Vettura                |   |     |     |     |     |   |   |   |    |  |     |     |  |   |  |  | Punti | Pos. |
| ---- | ---------------- | ---------------------- | - | --- | --- | --- | --- | - | - | - | -- |  | --- | --- |  | - |  |  | ----- | ---- |
| 2001 | Škoda Motorsport | Škoda Octavia WRC Evo2 | 4 | Rit | Rit | Rit | Rit | 9 | 7 | 3 | 15 |  | Rit | Rit |  | 5 |  |  | 9     | 12º  |

| 2002 | Scuderia            | Vettura                                   |     |     |    |    |   |     |   |     |    |     |     |    |     |     |  |  | Punti | Pos. |
| ---- | ------------------- | ----------------------------------------- | --- | --- | -- | -- | - | --- | - | --- | -- | --- | --- | -- | --- | --- |  |  | ----- | ---- |
| 2002 | Hyundai Castrol WRT | Hyundai Accent WRC2 e Hyundai Accent WRC3 | Rit | Rit | 13 | 16 | 7 | Rit | 9 | Rit | 13 | Rit | Rit | 10 | Rit | Rit |  |  | 0     |      |

| 2003 | Scuderia                 | Vettura             |   |    |     |     |     |     |   |    |    |    |  |  |  |  |  |  | Punti | Pos. |
| ---- | ------------------------ | ------------------- | - | -- | --- | --- | --- | --- | - | -- | -- | -- |  |  |  |  |  |  | ----- | ---- |
| 2003 | Hyundai World Rally Team | Hyundai Accent WRC3 | 8 | 13 | Rit | Rit | Rit | Rit | 7 | 12 | 12 | 13 |  |  |  |  |  |  | 3     | 18º  |

| 2004 | Scuderia         | Vettura         |  |  |  |  |  |     |  |  |    |    |  |     |     |   |    |  | Punti | Pos. |
| ---- | ---------------- | --------------- |  |  |  |  |  | --- |  |  | -- | -- |  | --- | --- | - | -- |  | ----- | ---- |
| 2004 | Škoda Motorsport | Škoda Fabia WRC |  |  |  |  |  | Rit |  |  | 12 | 11 |  | Rit | Rit | 8 | 11 |  | 1     | 29º  |

| 2005 | Scuderia         | Vettura         |     |  |   |    |    |    |     |    |    |    |     |    |    |     |    |   | Punti | Pos. |
| ---- | ---------------- | --------------- | --- |  | - | -- | -- | -- | --- | -- | -- | -- | --- | -- | -- | --- | -- | - | ----- | ---- |
| 2005 | Škoda Motorsport | Škoda Fabia WRC | Rit |  | 9 | 10 | SQ | 13 | Rit | 18 | 16 | 11 | Rit | 13 | 10 | Rit | 11 | 8 | 1     | 24º  |

| Legenda | 1º posto | 2º posto | 3º posto | A punti | Senza punti | Ritirato | Squalificato | NP=Non partito C=Gara cancellata | Apice=Power stage |